# Cripta de la Civilización
La Cripta de la civilización (en inglés: Crypt of Civilization) es una cámara herméticamente sellada ubicada en la Universidad de Oglethorpe en Brookhaven, Georgia (Estados Unidos). La cripta fue diseñada para funcionar como cápsula del tiempo, esperando ser abierta en el año 8113. En 1990 fue registrada en el Libro Guinness de los récords como el "primer intento exitoso de guardar un registro de la actualidad para los habitantes del futuro o algún visitante de la Tierra".

## Inicios
Thornwell Jacobs (1877-1956), conocido como el "padre de la moderna cápsula del tiempo", afirma ser la primera persona en la época contemporánea en concebir la idea de preservar objetos con el fin único de ser guardados para la posteridad en un depósito cerrado. La inspiración de Jacobs para el proyecto fueron las pirámides de Egipto y la apertura de la tumba de Tutankamón en 1922. Le llamó la atención la falta de información conservada de esas civilizaciones antiguas, por lo que se imaginó cómo sería tener un "registro fiable" de la vida en su época para la posteridad.
A pesar de la creencia de que la fecha original para la apertura era el 19 de julio de 4241, esta ha sido desacreditada.
La idea de Jacobs de la Cripta de la civilización fue duplicada posteriormente. A mediados de 1930 George Edward Pendray, un ejecutivo de Westinghouse Electric, tuvo la tarea de buscar un evento promocional para su compañía en la Exposición General de Nueva York de 1939. Pendray sugirió enterrar una cápsula del tiempo con forma de cohete hecha de una aleación de níquel y plata llamada cupaloy, la cual tenía una altura de 7 pies, o aproximadamente 2.1 metros, y un tubo de plexiglas en el interior, en el cual iban almacenados los objetos. La idea de Pendray fue originalmente bautizada como la "bomba de tiempo", pero posteriormente se la renombró como la cápsula del tiempo. La cápsula del tiempo de Pendray fue programada para ser abierta en 6939, 5000 años después de su entierro en 1939. Una segunda cápsula, cuya apertura está estipulada para la misma fecha, fue enterrada en la Feria Mundial de Nueva York de 1964.

## Construcción
La Cripta de la civilización se encuentra dentro de los montes Apalaches, en la base del Phoebe Hearst Memorial Hall, un edificio gótico dentro de la Universidad de Oglethorpe. La habitación de la cripta es de 20 pies (6 metros) de largo, 10 pies (3 metros) de alto y 10 pies (3 metros) de ancho. La cámara tiene un techo de piedra de dos metros de espesor y un piso con las mismas características. Está sellada con una puerta de acero inoxidable que fue soldada al momento del cierre. La supervisión de la construcción fue hecha por Thomas Kimmwood Peters.

## Objetos guardados
El Instituto Nacional de Estándares y Tecnología dio su asesoría para la construcción de la cripta, la selección de los objetos y su almacenamiento. Muchos de los objetos se almacenaron en recipientes de acero inoxidable recubiertos con vidrio y llenos de un gas inerte para evitar el envejecimiento; el mismo concepto fue posteriormente usado en la cápsula del tiempo de Westinghouse Electric. La cámara asemeja a las tumbas egipcias en cuanto a la disposición de los objetos en estanterías y en el piso.
Muchos de los objetos en la cripta fueron donados, incluyendo las contribuciones del rey Gustavo V de Suecia y de la empresa Eastman Kodak. Entre los artículos guardados están un par de ligas, un abrelatas, un martini seco, semillas, hilo dental, el contenido de un bolso de mujer, algunas grabaciones de Artie Shaw, una tostadora eléctrica, un chupete, una máquina de escribir, un radio, una caja registradora, un set de juego de Lincoln Logs y juguetes de plástico del Pato Donald, El llanero solitario y Black doll.
En la cripta se incluyeron varios microfilms de acetato de celulosa con imágenes de más de 800 obras distintas, entre las que están la Biblia, el Corán, Iliada y la Divina comedia; en total se incluyeron más de 640 000 páginas. Una copia de seguridad hecha de una película metálica también fue guardada en la cripta.
Fue incluida una copia original del guion de la película Lo que el viento se llevó, donada por el productor de cine David O. Selznick. También se guardaron grabaciones de voz de varios personajes históricos como Adolf Hitler, Iósif Stalin, Benito Mussolini y Franklin D. Roosevelt, junto con las grabaciones de las voces de personajes de dibujos animados como Popeye el marino y Hog calling.
Peters colocó lectores de microfilm y proyectores dentro para poder ver y escuchar las grabaciones, también incluyó un generador eléctrico operado por un molino de viento para accionarlos y una lupa especial para poder leer los microfilms directamente. También guardó varios instrumentos científicos de su época.
Entre los últimos objetos añadidos están las placas de acero del Atlanta Journal-Constitution, con las que se realizaron varios periódicos informando sobre la Segunda Guerra Mundial.
Jacobs colocó una nota dentro de la cápsula para las personas que la abrieran en 8113, que decía:

El mundo se dedica a preservar nuestra civilización para siempre, y aquí, en esta cripta, lo dejamos para ti.
The world is engaged in burying our civilization forever, and here in this crypt we leave it to you
Nota dejada por Jacobs.